# Mispila annulicornis
Mispila annulicornis är en skalbaggsart som beskrevs av Maurice Pic 1944. Mispila annulicornis ingår i släktet Mispila och familjen långhorningar. Inga underarter finns listade i Catalogue of Life.